# 인간성
인간성(人間性)은 인간다움, 인간을 인간답도록 하게 하는 본질을 뜻한다.
인간성을 어떻게 규정하느냐의 문제는 때와 곳에 따라 다르다. 예컨대 르네상스인(人)은 "만능(萬能)"에서 인간다움을 보았고, 칸트는 이성적 · 도덕적 인간에서 인간의 본질을 찾았으며, 영국의 경험주의자는 감정 속에서 인간다움을 구하려고 했다.

## 같이 보기
- 인공지능윤리
- 존경
- 종차별주의
- 바야돌리드 회의

## 참고 문헌
- 이 문서에는 다음커뮤니케이션(현 카카오)에서 GFDL 또는 CC-SA 라이선스로 배포한 글로벌 세계대백과사전의 내용을 기초로 작성된 글이 포함되어 있습니다.